# Uharte Arakil
Pour les articles homonymes, voir Uharte.
Uharte Arakil en basque ou Huarte Araquil en espagnol est une ville et une municipalité de la Communauté forale de Navarre (Espagne).
Elle est située dans la zone bascophone de la province où la langue basque est coofficielle avec l'espagnol, dans la vallée d'Arakil au pied de San Miguel d'Aralar. Elle fait partie de la mérindade de Pampelune qui se trouve à 32 km. Le secrétaire de mairie est aussi celui de Arruazu et Irañeta.

## Division linguistique
En accord avec la loi forale 18/86 du 15 décembre 1986 sur la langue basque, la Navarre est linguistiquement divisée en trois zones. Cette municipalité fait partie de la zone bascophone où l'utilisation du basque est majoritaire. Le basque et le castillan sont utilisés dans d'administration publique, les médias, les manifestations culturelles et dans l'éducation ; cependant, l'usage du basque est courant et encouragé le plus souvent.

## Démographie
| Évolution démographique                                      | Évolution démographique | Évolution démographique | Évolution démographique | Évolution démographique | Évolution démographique | Évolution démographique | Évolution démographique | Évolution démographique | Évolution démographique | Évolution démographique |
| 1996                                                         | 1998                    | 1999                    | 2000                    | 2001                    | 2002                    | 2003                    | 2004                    | 2005                    | 2006                    | 2007                    |
| ------------------------------------------------------------ | ----------------------- | ----------------------- | ----------------------- | ----------------------- | ----------------------- | ----------------------- | ----------------------- | ----------------------- | ----------------------- | ----------------------- |
| 794                                                          | 751                     | 769                     | 770                     | 801                     | 792                     | 787                     | 776                     | 799                     | 775                     | 774                     |
| Sources: Uhart Arakil et instituto de estadística de navarra |                         |                         |                         |                         |                         |                         |                         |                         |                         |                         |

### Sources
- (es) Cet article est partiellement ou en totalité issu de l’article de Wikipédia en espagnol intitulé « Huarte-Araquil » (voir la liste des auteurs).